# 파운드 푸티지
파운드 푸티지(영어: found footage)는 영화 (또는 텔레비전 프로그램) 장르의 하나로, 모큐멘터리의 일종. 촬영자가 행방 불명 등이 되었기 때문에, 파묻혀 있던 영상이라는 설정의 허구 작품. 촬영자와 무관계한 사람의 손에 건너가, 그대로 공개됐다는 설정이다. 제삼자에 의해서 발견된 (found) 미편집의 영상 (footage)이므로, 파운드 푸티지로 불린다. 공포 작품이 많다.
기존의 영상을 콜라주해 만들어진 영상 등도 이와 같이 '파운드 푸티지' (found footage)라고 불린다.

## 개요
이 장르는 1980년의 이탈리아 영화 '카니발 홀로코스트'까지 거슬러 올라갈 수 있다. 이 작품은 소각을 명령받은 다큐멘터리 영화의 촬영 필름이 유출했다는 설정으로 공개되었다. 
1999년에는 '블레어 윗치'가 공개되어 6만 달러의 저예산으로 제작된 독립 영화이면서 전미 흥행 수입 1억 4053만 달러, 전세계 흥행 수입 2억 4863만 달러의 대히트가 되었다.
'블레어 윗치'의 성공에 의해 파운드 푸티지 수법이 널리 알려졌다. 저예산으로도 제작할 수 있기도 해, 점차 양산되게 되어, 하나의 장르로서 확립되었다.

## 주된 작품

### 영화
- 카니발 홀로코스트 Cannibal Holocaust (1980년/이탈리아)
- 84C 모픽 84 C MoPic (1988년/미국)
- 흔히 있던 사건 C'est arrivepres de chez vous (1992년/벨기에)
- 더 라스트 브로드캐스트 The Last Broadcast (1998년/미국)
- 블레어 위치 The Blair Witch Project (1999년/미국)
- 셉템버 테이프 September Tapes (2004년/미국)
- 노로이 (2005년/일본)
- 알.이.씨 REC/[•REC]  (2007년/스페인)
- 리댁티드 Redacted (2007년/미국)
- 다이어리 오브 데드 Diary of the Dead (2007년/미국)
- 파라노말 액티비티 Paranormal Activity (2007년/미국)
- 클로버필드 Cloverfield (2008년/미국)
- 알.이.씨 2 REC 2/[•REC]² (2009년/스페인)
- 라스트 엑소시즘 The Last Exorcism (2010년/미국)
- 파라노말 액티비티 2 Paranormal Activity 2 (2010년/미국)
- 트롤헌터 Trolljegeren (2010년/노르웨이)
- 파라노말 액티비티: 도쿄 나이트 (2010년/일본)
- 그레이브 인카운터 Grave Encounters (2011년/미국)
- 아폴로 18 Apollo 18 (2011년/미국)
- 파라노말 액티비티 3 Paranormal Activity 3 (2011년/미국)
- 엔드 오브 왓치 End of Watch (2012년/미국)
- 크로니클 (영화) Chronicle (2012년/미국)
- 알.이.씨 3: 제네시스 REC 3: Genesis/[•REC]³: Genésis (2012년/스페인)
- V/H/S: 악마를 부르는 비디오 V/H/S (2012년/미국)
- 더 다이너소어 프로젝트 The Dinosaur Project (2012년/영국)
- 그레이브 인카운터 2 Grave Encounters 2 (2012년/미국)
- 파라노말 액티비티 4 Paranormal Activity 4 (2012년/미국)
- 디아틀로프 The Dyatlov Pass Incident (2012년/미국·영국·러시아 합작)
- 핀란드식 잔혹 쇼핑투어 SHOPING-TUR (2012년/러시아·핀란드 합작)
- 더 베이 THE BAY (2012년/미국)
- 프랑켄슈타인의 군대 Frankenstein's Army (2013년/네델란드·미국 합작)
- 스킨워커 랜치 SKINWALKER RANCH (2013년/미국)
- V/H/S/2: 악마를 부르는 비디오 V/H/S/2 (2013년/미국)
- 사파리 SAFARI (2013년/미국·남아프리카 합작)
- 아후리크텟드 Afflicted (2013년/미국·캐나다 합작)
- 파라노말 액티비티: 더 마크드 원스 Paranormal Activity:The Marked Ones (2014년/미국)
- 마운트 네비 (2014년/일본)
- 클로우스 인카운터 제 4종 접근 만남 Hangar 10 (2014년/영국)
- 에일리언 어브덕션 Alien Abduction (2014년/미국)
- 알.이.씨 4: 아포칼립스 REC 4: Apocalypse/[•REC]⁴ (2014년/스페인)
- V/H/S: Viral (2014년/미국)
- 파라노말 액티비티: 더 고스트 디멘션 Paranormal Activity: The Ghost Dimension (2015년/미국)
- 블레어 위치 Blair Witch (2016년/미국)
- 직쏘 Jigsaw (2017년/미국)

## 같이 보기
- 모큐멘터리 - 영화 등의 장르. 다큐멘터리풍으로 표현된 픽션 작품을 찌른다.